# Prvenstvo BLP 1920
Il Prvenstvo Beogradskog loptičkog podsaveza 1920., in cirillico Првенство Београдског лоптичког подсавеза 1920., (it. "Campionato della sottofederazione calcistica di Belgrado 1920") fu la prima edizione del campionato organizzato dalla Beogradski loptački podsavez (BLP).
Questo campionato compare anche nell'elenco dei campionati di calcio non ufficiali della Serbia, infatti il vincitore della BLP può essere considerato il campione non ufficiale della Serbia nel periodo dal 1920 al 1922, dato che, in questo triennio, i club di altre città non hanno potuto competere con quelli di Belgrado.
Il torneo fu vinto dal BSK Belgrado, al suo primo titolo nella BLP.

## Avvenimenti
In esecuzione delle decisioni della Prima Assemblea Regolare della JNS, tenutasi nell'autunno del 1919 a Zagabria, sulla divisione della Jugoslavia calcistica in quattro sottofederazioni (Belgrado, Zagabria, Lubiana e Sarajevo), i club di Belgrado preparano un'assemblea per il 12 marzo 1920 al caffè "Slavija", cui partecipano trenta/quaranta rappresentanti dei club, per creare la Beogradski loptački podsavez.

In quel momento la sottofederazione belgradese sovrintende un grande territorio: oltre alla stessa Belgrado, vi sono la Vojvodina, la Serbia, il Kosovo e la Macedonia. Vista l'ingente e costante crescita del numero dei club di nuova formazione, alcune sottofederazioni diventano indipendenti: prima Subotica nel 1920, e nel decennio seguente Skopje, Veliki Bečkerek, Kragujevac e Niš.
Il BSK avrebbe dovuto accedere al Državno prvenstvo (campionato nazionale) per designare la squadra campione, ma nel 1920 questo torneo non si tenne.

## Prima classe

### Classifica
|                   | Pos. | Squadra       | Pt                                                                                    | G                                                                                     | V                                                                                     | N                                                                                     | P                                                                                     | GF                                                                                    | GS                                                                                    | QR                                                                                    |
| ----------------- | ---- | ------------- | ------------------------------------------------------------------------------------- | ------------------------------------------------------------------------------------- | ------------------------------------------------------------------------------------- | ------------------------------------------------------------------------------------- | ------------------------------------------------------------------------------------- | ------------------------------------------------------------------------------------- | ------------------------------------------------------------------------------------- | ------------------------------------------------------------------------------------- |
|                   | 1.   | BSK Belgrado  | 6                                                                                     | 3                                                                                     | 3                                                                                     | 0                                                                                     | 0                                                                                     | 11                                                                                    | 0                                                                                     | —                                                                                     |
|                   | 2.   | Jugoslavija   | 4                                                                                     | 3                                                                                     | 2                                                                                     | 0                                                                                     | 1                                                                                     | 7                                                                                     | 3                                                                                     | 2,333                                                                                 |
|                   | 3.   | BUSK Belgrado | 2                                                                                     | 3                                                                                     | 1                                                                                     | 0                                                                                     | 2                                                                                     | 1                                                                                     | 3                                                                                     | 0,333                                                                                 |
|                   | 4.   | Soko Belgrado | 0                                                                                     | 3                                                                                     | 0                                                                                     | 0                                                                                     | 3                                                                                     | 1                                                                                     | 14                                                                                    | 0,071                                                                                 |
|                   | 5.   | Srpski mač    | Ritirato dopo aver perso la prima partita contro il BUSK e retrocesso in Drugi razred | Ritirato dopo aver perso la prima partita contro il BUSK e retrocesso in Drugi razred | Ritirato dopo aver perso la prima partita contro il BUSK e retrocesso in Drugi razred | Ritirato dopo aver perso la prima partita contro il BUSK e retrocesso in Drugi razred | Ritirato dopo aver perso la prima partita contro il BUSK e retrocesso in Drugi razred | Ritirato dopo aver perso la prima partita contro il BUSK e retrocesso in Drugi razred | Ritirato dopo aver perso la prima partita contro il BUSK e retrocesso in Drugi razred | Ritirato dopo aver perso la prima partita contro il BUSK e retrocesso in Drugi razred |
| Fonte: exyufudbal |      |               |                                                                                       |                                                                                       |                                                                                       |                                                                                       |                                                                                       |                                                                                       |                                                                                       |                                                                                       |

Legenda:
      Campione di Belgrado e della Serbia.
  Partecipa agli spareggi.
      Retrocessa in seconda classe.
Note:
Due punti a vittoria, uno a pareggio, zero a sconfitta.

### Risultati
04.04.1920. BUSK - Srpski Mač 3-0
18.04.1920. Soko - Srpski Mač non disputata
25.04.1920. BUSK - BSK 0-1
02.05.1920. Jugoslavija - BUSK 2-0
09.05.1920. BSK - Srpski Mač non disputata
20.05.1920. BSK - Jugoslavija 2-0
23.05.1920. BUSK - Soko 1-0
03.06.1920. Jugoslavija - Soko 5-1
06.06.1920. Srpski Mač - Jugoslavija non disputata
14.06.1920. Soko - BSK 0-8

## Seconda classe

### Classifica
|                   | Pos. | Squadra             | Pt | G | V | N | P | GF | GS | QR |
| ----------------- | ---- | ------------------- | -- | - | - | - | - | -- | -- | -- |
|                   | 1.   | Vardar Belgrado     | ?  | 4 | ? | ? | ? | ?  | ?  | ?  |
|                   | ?    | Konkordija Belgrado | ?  | 4 | ? | ? | ? | ?  | ?  | ?  |
|                   | ?    | Srpski mač          | ?  | 4 | ? | ? | ? | ?  | ?  | ?  |
|                   | ?    | Slavija Belgrado    | ?  | 4 | ? | ? | ? | ?  | ?  | ?  |
|                   | ?    | Dušanovac           | ?  | 4 | ? | ? | ? | ?  | ?  | ?  |
| Fonte: exyufudbal |      |                     |    |   |   |   |   |    |    |    |

Legenda:
      Promossa in prima classe.
  Partecipa agli spareggi.
      Retrocessa nella classe inferiore.
Note:
Due punti a vittoria, uno a pareggio, zero a sconfitta.

### Risultati
18.04.1920. Slavija - Vardar 2-1 (non è chiaro se amichevole o campionato)
25.04.1920. Konkordija - Vardar 2-1 (non è chiaro se amichevole o campionato)
22.07.1920: Srpski Mač - Vardar 1-2
29.07.1920. Konkordija - Slavija
01.08.1920. Konkordija - Srpski Mač
05.08.1920. Vardar - Dušanovac
08.08.1920. Slavija - Dušanovac
12.08.1920. Srpski Mač - Dušanovac
15.08.1920. Vardar - Slavija
19.08.1920. Dušanovac - Konkordija
22.08.1920. Slavija - Srpski Mač
29.08.1920. Vardar - Konkordija

## Provincia

### Sremska Mitrovica
```
   Squadra                         G   V   N   P   GF  GS  Q.Reti  Pti
1  
Građanski (Sremska Mitrovica)
   8   6   1   1   24  9   2,666   13
?  Posavina (Sremska Mitrovica)    8   ?   ?   ?   ?   ?
?  Viktorija (Sremska Mitrovica)   8   ?   ?   ?   ?   ?
?  Srpski SK (Sremska Mitrovica)   8   ?   ?   ?   ?   ?
?  Trgovački (Sremska Mitrovica)   8   ?   ?   ?   ?   ?
```

## Finale sottofederale
| Data                 | Partita                               | Ris. |
| -------------------- | ------------------------------------- | ---- |
| FINALE SOTTOFEDERALE |                                       |      |
| ??.??.1920           | Građanski S. Mitrovica – BSK Belgrado | 1–7  |
| Fonte: exyufudbal    |                                       |      |